# Immanuel Oscar Menahem Deutsch
Immanuel Oscar Menahem Deutsch, född den 31 oktober 1831 i Neisse, preussiska Schlesien, död den 13 maj 1872 i Alexandria, var en tysk orientalist.
Deutsch fick 1855 anställning vid biblioteket vid British Museum i London och sysselsatte sig därefter ivrigt med arbeten över Talmud. År 1867 offentliggjorde han i Quarterly Review artikeln "The Talmud", som inom ett år översattes till sex språk, bland dem svenska (två upplagor 1868). För Chambers's Encyclopædia lämnade han 190 uppsatser. Efter hans död utgavs Literary Remains (1874). Deutsch var en grundlig kännare av sanskrit, kaldeiska, arameiska och feniciska.